# Municipio de Coetzala
El municipio de Coetzala (del náhuatl que significa “lugar del pájaro Quetzal”) se encuentra en el estado mexicano de Veracruz en la zona centro montañosa de la entidad. Es uno de los 212 municipios del estado y está ubicado en las coordenadas 18°47′5.75″N 96°55′3.4″O / 18.7849306, -96.917611. Cuenta con una altura de 620 m s. n. m. Su cabecera es la localidad de Coetzala.
El municipio lo conforman únicamente 5 localidades en las cuales habitan 1958 personas. Por su superficie, 26.3km² es considerado el municipio más pequeño de la entidad.
Sus límites son:
- Norte: Amatlán de los Reyes y Naranjal.
- Sur: Zongolica.
- Este: Cuichapa y Tezonapa.
- Oeste: Naranjal y  Zongolica.

Coetzala celebra sus fiestas en honor a su Santa Patrona María Magdalena el 22 de julio.